# 巨兽来袭
《巨兽来袭3》 是由苗金光所指导电影，与2022年3月29日于腾讯视频独播上线。  